# 30.ª Calle Suroeste
La 30.ª Calle Suroeste o Trigésima Calle Suroeste es una vía secundaria del suroeste de Managua, Nicaragua. Su recorrido se extiende de este a oeste, conectando barrios históricos con zonas residenciales intermedias como la Colonia Arguello.

## Trazado
La vía se desarrolla en múltiples segmentos a través del suroeste de la ciudad. El primer tramo inicia en la 2.ª Avenida Suroeste en el Barrio Jonathan González, y se extiende atravesando importantes vías como la Avenida Naciones Unidas y la NIC-1. Finaliza en su punto más occidental en la 49.ª Avenida Suroeste, dentro de la Colonia Arguello.

## Intersecciones principales
- Avenida Naciones Unidas (Managua)
- NIC 1  – Principal vía nacional del occidente nicaragüense
- 17.ª Avenida Suroeste
- 23.ª Avenida Suroeste
- 49.ª Avenida Suroeste

## Barrios que atraviesa
- Jonathan González
- El Recreo
- Colonia Arguello

## Coordenadas
12°8′28″N 86°17′30″O / 12.14111, -86.29167